# Octodon
Octodon är ett släkte gnagare i familjen buskråttor (Octodontidae) som förekommer i Sydamerika.
Släktet utgörs av fyra arter:
- Degu (Octodon degus), är mycket spridd som sällskapsdjur och försöksdjur
- Octodon bridgesi
- Octodon lunatus
- Octodon pacificus

## Kännetecken
Arterna i släktet når en kroppslängd mellan 12 och 20 centimeter och därtill kommer en 10 till 16 centimeter lång svans. Degun når i naturen en vikt mellan 170 och 300 gram, för de andra arterna antas att de blir något tyngre. Pälsen har en gulbrun till gråbrun färg, tofsen vid svansens slut finns bara hos degun. Octodon har fyra bra utvecklade tår vid varje fot som är utrustade med skarpa klor, den femte tån finns bara rudimentärt. Ögonen och öronen är jämförelsevis stora. Framtänderna har en orange tandemalj. Det vetenskapliga namnet, Octodon, syftar på knölarna på kindtänderna som bildar en 8.

## Utbredning och habitat
Arternas naturliga utbredningsområde ligger nästan uteslutande i Chile, bara Octodon bridgesi förekommer även i angränsande regioner av Argentina. Habitatet varierar mellan arterna, degun föredrar gräsmarker och de andra vistas främst i skogar.

## Levnadssätt
Även levnadssättet skiljer sig mellan arterna och beteendet är främst känt för degun. Degun är aktiv på dagen och de andra troligen på natten. Hos degun lever familjegrupper i underjordiska bon, för de andra arterna finns inga uppgifter om flockar. Födan utgörs av olika växtdelar.

## Hot
Octodon pacificus som lever endemisk på ön Mocha framför Chiles kustlinje listas av IUCN som akut hotad (critically endangered). Octodon bridgesi listas som sårbar, Octodon lunatus som nära hotad och bara degun som livskraftig (LC).